# Nokia E63
Điện thoại Nokia E63 được đưa ra thị trường vào cuối năm 2008, trông giống như E71 nhưng có thân làm bằng nhựa.
- Tính năng nổi bật
 - Đẳng cấp doanh nhân
 - Camera 2 MP, hỗ trợ quay phim
 - Nghe nhạc MP3, AAC
 - Kết nối 3G, Wifi tốc độ cao
 - Đài FM, Bluetooth
 Chức năng giải trí
 Máy ảnh 2 MP, 1600x1200 pixels, flash
  Quay phim: Tùy thuộc bộ nhớ
 Video call: Có
  Xem phim MP4, AVI, 3GP
  Nghe nhạc MP3, AAC, AMR, WAV
  FM Radio: Có
  Xem tivi: Không
  Trò chơi: Cài sẵn trong máy, có thể cài đặt thêm
  Loa ngoài: Có
  Ghi âm: Tùy thuộc bộ nhớ
  Ghi âm cuộc gọi: Có
  Phân khúc sản phẩm: Không rõ
 Kiểu dáng: Kiểu thanh
 Phong cách: Doanh nhân

Nhạc chuông

Loại 64 âm sắc MP3, AAC, AMR, MIDI, WAV 

Tải nhạc: Có 

Báo rung: Có 

Bộ nhớ, danh bạ, tin nhắn

Danh bạ điện thoại: Nhiều 

Tin nhắn SMS/MMS/Email/Instant Messaging 

Bộ nhớ trong 110 MB 

Thẻ nhớ ngoài TransFlash Hỗ trợ thẻ đến 8GB, hotswap 

Kết nối dữ liệu, phần mềm 

GPRS: Có 

Trình duyệt WAP 2.0/xHTML, HTML 

HSCSD: Có 

EDGE: 296 (kbps) 

3G: 0.384 (Mbps) 

UMTS: Có 

WCDMA: Không 

Wifi: Có,Wi-Fi 802.11 b/g

GPS: Không 

Hồng ngoại: Không

Bluetooth: Có 

USB: Micro-USB 

Java: Có 

Ứng dụng văn phòng: Có 

Băng tần GSM 850/900/1800/1900; UMTS 900/2100 

Mạng di động hỗ trợ (tại Việt Nam): MobiFone, VinaPhone, Viettel 

Hỗ trợ 2 SIM: Không 

Hiển thị 

Loại màn hình TFT, 16 triệu màu 

Kích thước màn hình 320 x 240 Pixels 

Cảm ứng: Không 

- Màn hình rộng 2.36 inches

- Bàn phím QWERTY đầy đủ

Pin

Loại pin Pin chuẩn Li-Po (BP-4L) 

Thời gian đàm thoại: 11 giờ

Thời gian chờ: 432 giờ

Đặc tính khác

Kích cỡ máy: 113 x 59 x 13 mm 

Trọng lượng:126 g

Hệ điều hành: Symbian OS 9.2, S60 rel. 3.1 

Có hỗ trợ ngôn ngữ Tiếng Việt